# Khazar Islands
Khazar Islands  (em azeri:  Xəzər adaları), também conhecido como Caspian Islands, é um arquipélago artificial em construção a 25 quilômetros ao sul de Baku, Azerbaijão consistindo em 41 ilhas.
O plano é que o arquipélogo tenha um milhão de residentes, 150 escolas, 50 hospitais, e a Azerbaijan Tower. Todas essas instalações foram planejadas para resistir a terremotos de magnitude 9.0.